# Amphibia (serie de televisión)
Amphibia (conocida en España como Anfibilandia) es una serie de televisión animada estadounidense, creada por Matt Braly y emitida por Disney Channel del 17 de junio de 2019 al 14 de mayo de 2022, con un total de 58 episodios. Cuenta con las voces de Brenda Song, Justin Felbinger, Bill Farmer, Amanda Leighton, Anna Akana, Troy Baker, Haley Tju y Keith David. La historia sigue a Anne Boonchuy y sus dos mejores amigas, quienes terminan atrapadas en un mundo desconocido llamado «Amphibia», cada una en un punto distinto. Allí, la protagonista conoce a una familia de ranas llamada los Plantars, quienes compartirán muchas aventuras con ella y harán todo lo posible por devolverla a casa.
La serie se anunció en febrero de 2018 junto con The Owl House, la cual debutó el 17 de junio de 2019. En mayo de 2019, un mes antes de su estreno, se informó que tendría una segunda temporada, la cual se lanzó el 11 de julio de 2020. Antes de la proyección de la segunda, se renovó para una tercera y última, que se estrenó el 2 de octubre de 2021. 
Amphibia recibió una acogida positiva de la crítica, con elogios por sus personajes, animación, actuaciones de voz, humor y peso emocional. El programa fue nominado a varios galardones y ganó un premio Annie por «Mejor Diseño de Personajes». Además, cuenta con dos libros basados en la serie, el primero de ellos titulado Marcy's Journal: A Guide to Amphibia, publicado el 6 de diciembre de 2022 por Disney Books y TokyoPop.

## Premisa
La serie narra las aventuras de una niña tailandesa-estadounidense independiente, intrépida y valiente llamada Anne Boonchuy (Brenda Song). En su cumpleaños número trece, es presionada por sus amigas para robar una misteriosa caja de música (que se conoce como la Caja de la Calamidad); después de que la abre, ella y sus dos mejores amigas, Sasha y Marcy, son transportadas mágicamente a Amphibia, una isla tropical pantanosa salvaje llena de criaturas peligrosas y anfibios antropomórficos que hablan: las tres se separan durante el proceso de teletransportación. Anne llega a un asentamiento llamado Wartwood, donde es acogida por una familia de ranas y vive con el vendedor de verduras Hop Pop —Abu Hop en Hispanoamérica y Papa Hop en España—, su nieto Sprig y su nieta Polly; ella y Sprig se hacen mejores amigos.
A medida que se une a su nueva familia, aprende lo que significa ser una heroína y desarrollar una verdadera amistad, mientras trata de encontrar a sus amigas y regresar a casa. Por otro lado, Sasha une fuerzas con el capitán Grime —Mugre en Hispanoamérica y Grimoso en España—, líder de los sapos guerreros en su torre, y marcha hacia el valle donde se encuentra el asentamiento de ranas para reprimir la rebelión.
En la segunda temporada, Anne y los Plantar abandonan Wartwood y emprenden una expedición a la capital, Newtopia, para aprender los secretos de la Caja de la Calamidad y cómo llegar a casa; ahí, Anne se reúne con Marcy. Posteriormente, su compañera propone ir juntos en una expedición y desafiar las antiguas pruebas de los tres templos para recargar las joyas del cofre; sin que ellos lo sepan, el rey Andrias en realidad tiene otros planes para la caja. Sasha y Grime también conspiran para derrocarlo, e invadieron la ciudad para dejar que los sapos gobiernen todo el reino.
En la tercera temporada, Anne y los Plantar son teletransportados a su casa en los suburbios del este de Los Ángeles. Anne debe ayudar a la familia de ranas a adaptarse al mundo humano y mantener sus identidades en secreto, mientras busca una manera de regresar a Amphibia y evitar que el rey Andrias invada el multiverso. Mientras tanto, Andrias envía un robot a la Tierra para matar a Anne; Marcy queda inconsciente y Andrias la coloca en una cabina con un sistema de soporte vital. Sasha y Grime logran escapar y regresan a Wartwood en busca de refugio, donde establecen una fuerza de resistencia para luchar contra el rey.

## Reparto
El elenco de voces principal del programa incluye a:
- Anne Boonchuy (voz de Brenda Song): Una chica tailandesa-estadounidense que ha desarrollado una profunda relación con la familia Plantar.[2]
- Sprig Plantar (voz de Justin Felbinger): Una rana rosa de once años con una personalidad vivaz. Es el mejor amigo de Anne en Amphibia y suele embarcarse en aventuras con ella.[14]
- Polly Plantar (voz de Amanda Leighton): Un renacuajo fucsia de personalidad impredecible y con una fascinación por las armas.[15][16]
- Hop Pop (voz de Bill Farmer): El abuelo de Sprig y Polly, cuyo verdadero nombre es Hopadiah Plantar.[17][18] Tras la muerte de los padres de Sprig y Polly a causa de un ataque de garzas, Hop Pop ha criado a los dos hermanos desde pequeños. Conoce el peligroso secreto de la caja de música, pero, para proteger a su familia, finge no saberlo y la entierra.[19][5]
- Sasha Waybright (voz de Anna Akana): Una de las compañeras de Anne en el mundo humano, que se preocupa por sus amigas a pesar de su naturaleza controladora.[5]
- Marcy Wu (voz de Haley Tju): Otra de las compañeras de Anne en el mundo humano. Es la primera en notar la caja de música y descubrir sus funciones, y es enviada a Amphibia con Anne y Sasha. Marcy es inteligente, pero torpe, y sirve al rey Andrias tras llegar a Newtopia.[5]
- Capitán Grime (voz de Troy Baker): Un sapo corpulento y tuerto, y exlíder de la Torre Sapo.[5]
- Rey Andrias (voz de Keith David): El rey de Amphibia, residente en la capital, Newtopia. Aunque inicialmente parece benevolente, se convierte en villano al final de la segunda temporada. Obtiene la caja de música recargada e intenta invadir otros mundos.[5]

## Episodios
| Temporada | Temporada | Episodios | Estreno original     | Estreno original    | Ref.          |
| Temporada | Temporada | Episodios | Comienzo             | Final               | Ref.          |
| --------- | --------- | --------- | -------------------- | ------------------- | ------------- |
|           | 1         | 20        | 17 de junio de 2019  | 18 de julio de 2019 | [ 20 ] [ 21 ] |
|           | 2         | 20        | 11 de julio de 2020  | 22 de mayo de 2021  | [ 22 ] [ 23 ] |
|           | 3         | 18        | 2 de octubre de 2021 | 14 de mayo de 2022  | [ 11 ] [ 24 ] |

## Producción

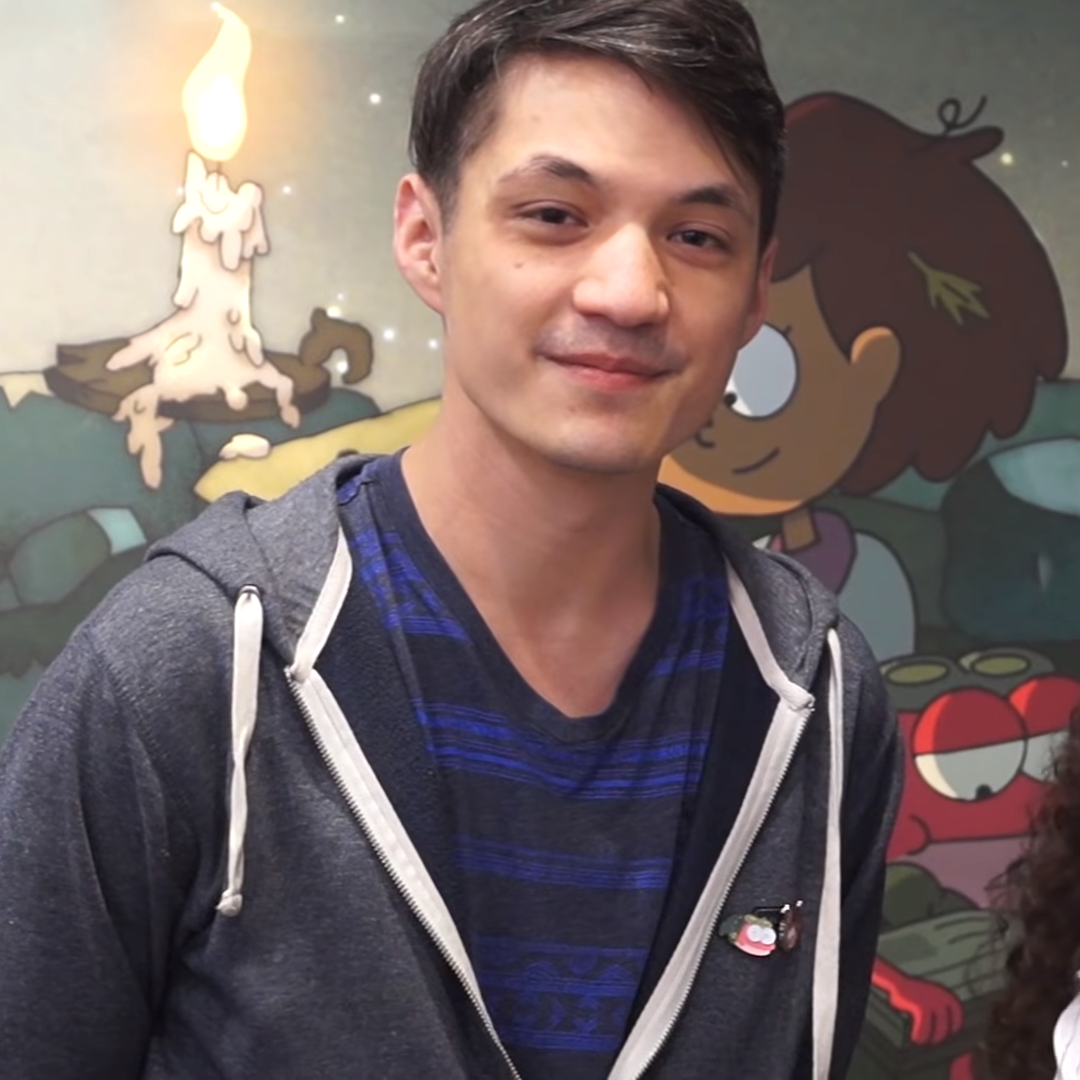
El creador de la serie Matt Braly en 2019

### Desarrollo
El 19 de febrero de 2018, Disney Channel dio luz verde a Amphibia, junto con The Owl House, con un pedido de veinte episodios. Fue creada y producida ejecutivamente por Matt Braly, anteriormente artista del guion gráfico de Gravity Falls, y luego director de esta y de Big City Greens. Según afirmó en Twitter, concibió el proyecto durante las etapas finales de Gravity Falls y estuvo dos años trabajando en este antes de que se le autorizara. Para principios de 2015 ya había diseñado los bocetos de los personajes.
El 15 de mayo de 2019, antes del estreno del programa, Disney Channel la renovó para una segunda temporada, de veinte episodios. El 23 de junio de 2020 se autorizó para una tercera de dieciocho capítulos, antes de que debutara la segunda. En un Reddit AMA, el autor aclaró que había estructurado la trama de modo que tuviera tres temporadas, al referirse al programa como «una historia de tres actos».

### Guion

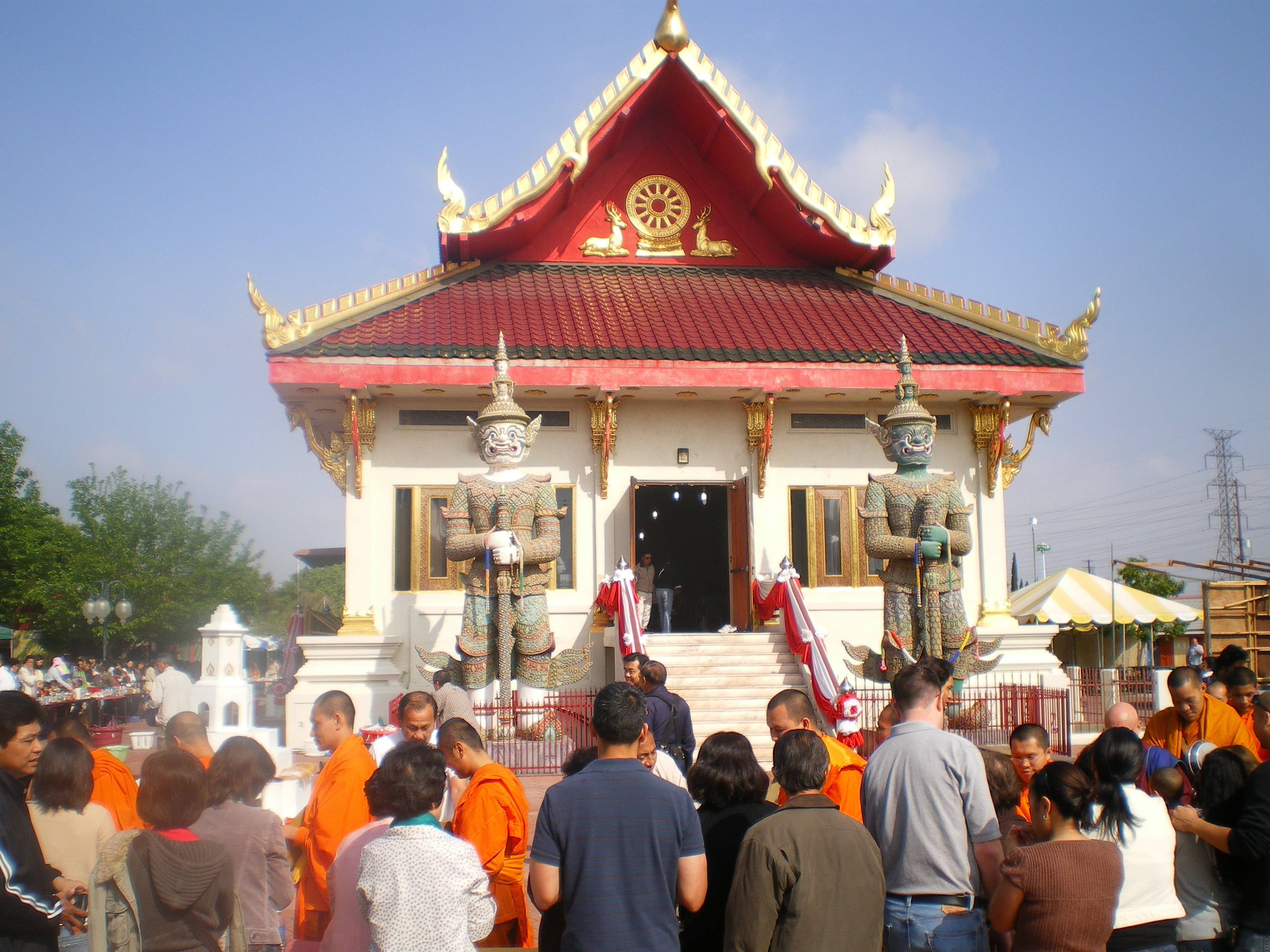
Templo budista tailandés en Los Ángeles en 2008

El programa está basado en los viajes a Bangkok (Tailandia) que Braly emprendió durante su infancia. El tono narrativo está inspirado en las películas de Aardman Animations y Studio Ghibli, mientras que la estructura se basa en las de Gravity Falls y Steven Universe. Videojuegos como The Legend of Zelda y Chrono Trigger también sirvieron de inspiración en la creación de la serie. Otras inspiraciones incluyen programas que Braly veía cuando era niño, como Batman: la serie animada y Gargoyles; precisamente citó a este último como motivación para el arco argumental.
Según este, una de las razones por las que creó el programa era porque quería una cuyo personaje principal tuviera un arco argumental similar al de Pacifica Northwest de Gravity Falls, ya que creía que «hacer que este cambiara tan drásticamente era muy gratificante, y por eso [él] sabía [que] quería que [su] propia serie tuviera también algo de ese elemento». Sprig pasó por varios cambios a lo largo del desarrollo, y los productores propusieron diferentes edades, antes de asignarle una que lo convirtiera a una especie de hermano menor para Anne. De manera similar, Anne, Sasha y Marcy originalmente tenían quince años porque querían que la serie tuviera un «estilo tipo high school», pero se les rebajó la edad con el fin de captar la atención de niños, quienes son el público objetivo de esta obra. Debido a esto, el trío realiza a menudo acciones más parecidas a las de los estudiantes de instituto, como conducir y tener trabajos a tiempo parcial.
Es el primer programa animado en tener un protagonista tailandés-estadounidense. Braly, quien también posee esa nacionalidad, dio esta característica a la protagonista, Anne Boonchuy, porque quería más figuras tailandesas en la televisión. Según él, el personaje está vagamente inspirado en su abuela. Dijo que «su mayor prioridad» era hacerla tailandesa-estadounidense, dado que le interesaba que los niños de esa nacionalidad se viesen representados en la televisión. También hizo que fuera de piel oscura, debido a que los miembros de su familia por parte de madre son morenos. La tercera temporada, que se desarrolla en la Tierra, profundiza más en la herencia tailandesa de Anne; por ejemplo, un episodio está ambientado en un templo Wat Thai en Los Ángeles. Braly dijo que la representación de este templo es «bastante precisa», debido a que era importante para él mostrar su cultura de forma exacta.
Está ambientada en un mundo poblado de ranas porque se consideró que, por la manera en que estas se transforman de renacuajos a ranas, resultarían perfectas para una de las temáticas de la serie: el cambio. También se implementaron tramas que involucran clases sociales y consciencia ambiental, lo cual se aprecia en escenas donde Anne interactúa con criaturas de diferentes orígenes sociales y aprende a «apreciar el mundo natural que la rodea».
Tres de los cuatro escritores son mujeres, algo que Braly consideró necesario debido a que Amphibia se centra en una adolescente. Los artistas de guion gráfico pueden proponer sus propias ideas para un capítulo, una práctica que el creador aprendió de su época en Gravity Falls. Braly quería que se presentaran secuencias intensas, pero que a la vez estuvieran apropiadas para todas las edades, comprobando constantemente si una escena es demasiado terrorífica para los niños y si una es lo que pretende ser.

### Reparto y grabación de voz

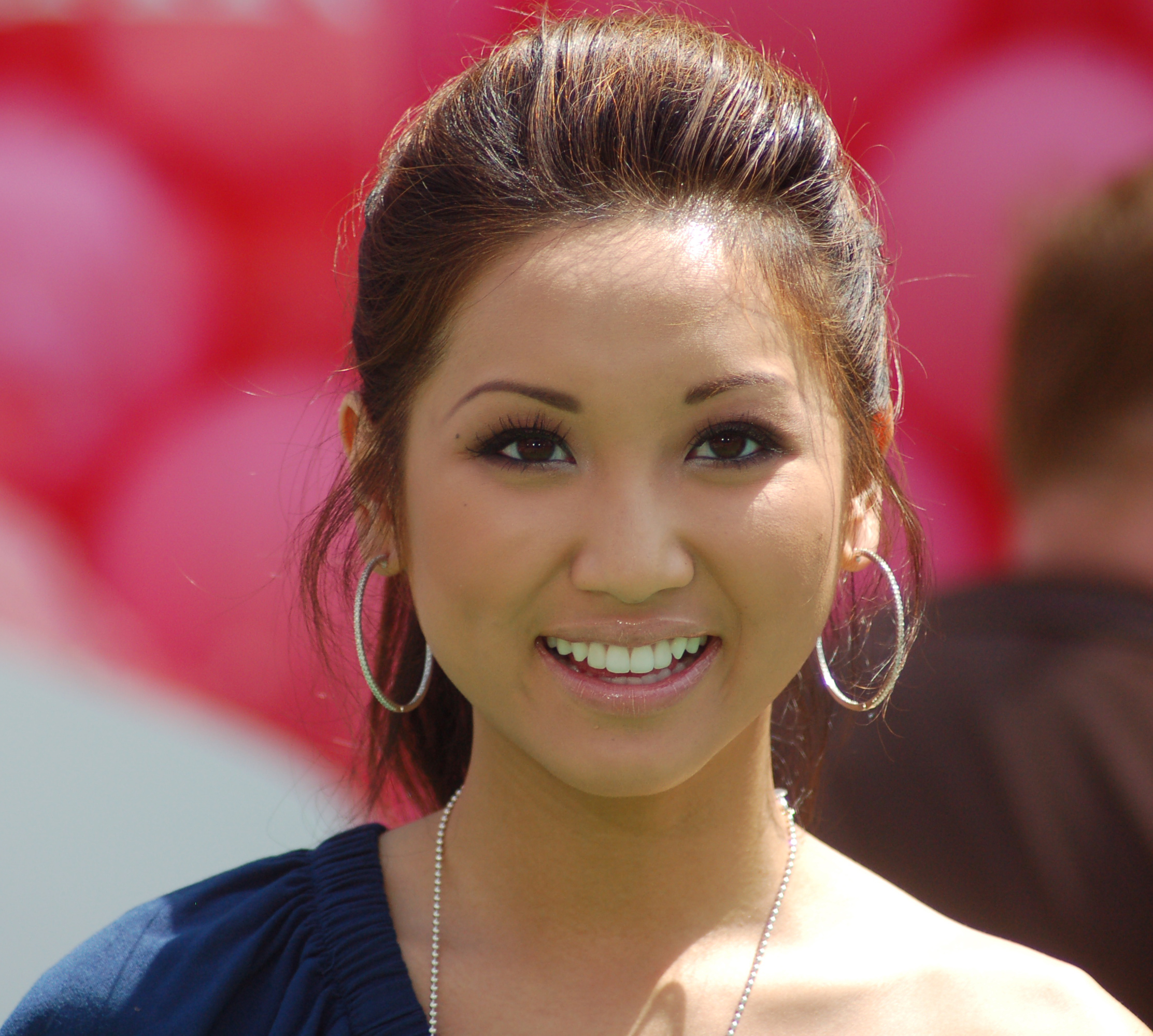
Brenda Song es la actriz de voz de Anne Boonchuy.

El 27 de marzo de 2019, se reveló que Brenda Song protagonizaría la serie como la voz de Anne Boonchuy. En abril de 2019, se informó que Justin Felbinger daría voz a Sprig Plantar. El 15 de mayo de 2019, se informó que Amanda Leighton y Bill Farmer se unieron al elenco como Polly y Hopediah «Hop Pop» Plantar, respectivamente.
Más de cincuenta actrices audicionaron para el papel de Anne, incluidas Anna Akana y Haley Tju. Si bien el papel finalmente fue para Song, Braly eligió a Akana y Tju como las amigas humanas de la protagonista, Sasha y Marcy, respectivamente. Según Braly, ciertas actuaciones estaban escritas con un actor específico en mente, como el rey Andrias, cuya voz es Keith David.
Matt Vogel, intérprete de Kermit the Frog de los Muppets, actuó en el episodio de la segunda temporada «Swamp and Sensibility», aunque quien figuró en los créditos en el material promocional fue el propio personaje. Antes de eso, se había incluido a Kermit en dos videos web promocionales, además de agregar al personaje al panel de la D23 Expo, a modo de promoción tanto para este programa como para Big City Greens.
Según Braly, Song improvisó varios chistes durante la grabación. De manera similar, Alex Hirsch inventó varias líneas durante su aparición en el capítulo de la segunda temporada «Wax Museum». Durante la pandemia de COVID-19, los miembros del reparto tuvieron que grabar sus líneas desde casa y enviarlas a los editores.

### Animación
Braly eligió los estudios Rough Draft Korea, Sunmin Image Pictures y Saerom porque aún trabajaban la animación manual tradicional, un estilo que prefirió para la serie. Pasaban de tres a cuatro meses ocupándose de la preproducción y tardaban unos nueve meses en completar un episodio. Cuarenta miembros del personal de Walt Disney Studios en Burbank, California también trabajaron en el programa.
James Turner, ilustrador británico conocido por su labor en la serie de juegos Pokémon, proporcionó ilustraciones en las etapas iniciales del proyecto, con el objetivo de dar una idea de «cómo debía verse el programa». El apartado visual de la serie está inspirado en la película de Jim Henson de 1982 The Dark Crystal y en la adaptación animada de 1977 de El hobbit. Según Braly, realizaban el guion gráfico de cada capítulo una vez terminaban el guion. Anne y Marcy son de origen asiático, pero sus diseños son diferentes, pues los productores no quisieron hacerlas parecidas «solo porque así ve la gente [a los asiáticos]», ya que estos personajes «son representaciones de personas reales y no de caricaturas».
El 24 de marzo de 2020, Disney Television Animation cerró en respuesta a la pandemia de COVID-19, y el trabajo continuó desde casa. Para ese momento, los creadores habían comenzado a escribir el guion gráfico del final de la segunda temporada, si bien algunos episodios estaban a medio completar.

### Música
TJ Hill compuso la música de la serie. Durante la producción, Leslie Wolfhard, esposa del artista del guion gráfico Steve Wolfhard, les presentó a los productores una canción, que terminaron usando en el episodio de la primera temporada «Taking Charge».
El 23 de julio de 2020, Hill creó una lista de reproducción en SoundCloud con diez pistas de la banda sonora de dicha temporada.
Una música titulada «Welcome to Amphibia», interpretada por Celica Gray Westbook, originalmente estaba destinada a servir como el tema principal. Sin embargo, posteriormente se descartó a favor de uno instrumental. Según Braly, se escribió la primera por órdenes de Disney, pero finalmente convenció al estudio para usar la segunda, ya que sentía que «Welcome to Amphibia» no encajaba con el programa o su protagonista. Hyper Potions compuso una nueva versión de la apertura instrumental del primer vídeo «Theme Song Takeover». Una tercera adaptación, con letra del escritor Dan Siegel, se escribió para el segundo.
El final de la primera temporada, «Reunion», incluye la música «Lean on Me» de Bill Withers. Braly dijo que la escuchaba constantemente mientras desarrollaba la relación entre Anne, Marcy y Sasha, por lo que, cuando comenzó a trabajar en el episodio, optó por usarla para la escena en la que Sasha intenta sacrificarse.
El 23 de abril de 2021, se publicó un álbum de reproducción extendida titulado Amphibia: Battle of the Bands. Incluye las tonadas «Heartstomper», escrita por TJ Hill e interpretada por Akana, y «No Big Deal», escrita por Adam Gubman e interpretada por Song, Akana y Tju, así como versiones instrumentales de ambas hechas por Hill, Todd McClintock y Adam Gubman, respectivamente.
La tercera temporada presentó un especial de Navidad con una canción titulada «Our Special Time of Year», escrita por Rebecca Sugar, creadora de Steven Universe. Braly anteriormente había trabajado como autor y dibujante de guiones gráficos en un capítulo de esa serie, «Lars and the Cool Kids». El episodio «All In» presenta el tema «As If It's Your Last», del grupo femenino surcoreano Blackpink.

### Mercadotecnia
El 19 de julio de 2018, en el panel de Star vs. the Forces of Evil y Big City Greens en la Comic-Con de San Diego, Disney lanzó una primera versión de la introducción de la serie. También regalaron un peluche de edición limitada de Sprig Plantar. El 26 de abril de 2019, Disney FanFest publicó un vídeo musical para una versión vocal del tema de apertura titulado «Welcome to Amphibia», interpretado por Celica Gray Westbrook, y un clip de dos minutos durante una transmisión en vivo. El 14 de mayo de 2019, Disney Channel lanzó el primer avance y, tres días después, publicó la versión final de la introducción. Amphibia también incluía un juego de apuntar y hacer clic llamado Locust Pocus, y cortos, comenzando con Teen Girl in a Frog World, que se estrenaron el 3 de septiembre de 2019.

## Recepción

### Repuesta de la crítica
Emily Ashby de Common Sense Media le otorgó cuatro de cinco estrellas, la elogió por sus personajes y temas, escribe que «las aventuras de Sprig y Anne son un placer para la vista, sobre todo gracias a sus personalidades deliciosamente compatibles y a la dulce amistad que se desarrolla entre ellos» y que «la historia aborda temas como el acoso y la manipulación emocional de una manera que resonará con niños y preadolescentes, lo que puede dar lugar a discusiones significativas sobre estos temas». Bekah Burbank de LaughingPlace.com elogió la capacidad para equilibrar el humor y los elementos de terror, así como el ritmo, los personajes y la animación, al afirmar que «Amphibia es ingeniosa y tontorrona, con un montón de chistes para mantener a los niños riendo y el suficiente contenido de terror para mantener su atención. Avanza rápidamente y se divide en dos episodios de once minutos que, al menos en el estreno, forman uno completo. El estilo visual es alegre y colorida y los personajes son una delicia». Dave Trumbore de Collider le dio a los dos primeros capítulos una calificación de cuatro estrellas, consideró que «[servían] como una gran introducción al programa».
Carla Monfort de Espinof la comparó con un isekai alabó su sencillez y su ritmo dinámico. Afirma que la narración «combina una estructura episódica, de capítulos auto conclusivos, con la trama de fondo» y que, además, logra «un buen equilibrio entre tramas nuevas y las continuas, que son las que hacen que no pierdas el interés y quieras saber qué es lo que va a pasar a continuación». Jade King de TheGamer alabó la serie por explorar temas como la familia y la inconformidad, dice que «no trata a su público como si fueran tontos, sino que va intercalando duras lecciones de vida en capítulos más pequeños y en la narración general». Además, destacó los créditos por tener «música acústica, sombría pero alegre, que le confiere una nostalgia hogareña que te reconforta. Es tan suave y acogedora que demuestra que Anne pertenece a este mundo y que todas sus posibles dudas serán disipadas por todos aquellos que se preocupan por ella». King la comparó con The Owl House, otra animación de Disney Channel, al destacar su premisa y personajes similares, calificándolas de «almas gemelas». Amy Mars de Comic Book Resources también dijo que ambas muestran de «manera efectiva una historia mágica sobre la mayoría de edad, al demostrar cómo los personajes pueden cambiar a lo largo de un nuevo viaje». Rendy Jones de The A.V. Club dijo que toma muchos elementos de Gravity Falls, con diferencias en su historia y personajes.

### Audiencia estadounidense
| Temporada | Episodios | Primera emisión      | Primera emisión      | Última emisión      | Última emisión       | Promedio de espectadores (millones) |
| Temporada | Episodios | Fecha                | Audiencia (millones) | Fecha               | Audiencia (millones) | Promedio de espectadores (millones) |
| --------- | --------- | -------------------- | -------------------- | ------------------- | -------------------- | ----------------------------------- |
| 1         | 20        | 17 de junio de 2019  | 0.39                 | 18 de julio de 2019 | 0.34                 | 0.41                                |
| 2         | 20        | 11 de julio de 2020  | 0.39                 | 22 de mayo de 2021  | 0.33                 | 0.36                                |
| 3         | 18        | 2 de octubre de 2021 | 0.43                 | 14 de mayo de 2022  | 0.35                 | 0.33                                |

### Premios y nominaciones
La serie ganó un premio Annie al «Mejor diseño de personajes» en 2021. Ese mismo año, se la nominó a un Emmy por «Mejor programa de animación infantil», pero perdió ante Hilda. El final de la segunda temporada, «True Colors», estuvo elegido a los Annie 2022 por «Mejor TV/Medios - Niños», «Mejor dirección - TV/Medios» y «Mejor editorial - TV/Medios».
| Año  | Premio                       | Categoría                                               | Nominado(s)                                                                                    | Resultado | Ref.   |
| ---- | ---------------------------- | ------------------------------------------------------- | ---------------------------------------------------------------------------------------------- | --------- | ------ |
| 2021 | Premios Annie                | Mejor diseño de personajes                              | Joe Sparrow (por «The Shut-In»)                                                                | Ganador   | [ 80 ] |
| 2021 | Premios Daytime Emmy         | Mejor serie animada infantil                            | Amphibia                                                                                       | Nominado  | [ 81 ] |
| 2022 | Premios Annie                | Mejor TV/Medios – Niños                                 | «True Colors»                                                                                  | Nominado  | [ 82 ] |
| 2022 | Premios Annie                | Mejor dirección - TV/Medios                             | Kyler Spears y Jenn Strickland (por «True Colors»)                                             | Nominado  | [ 82 ] |
| 2022 | Premios Annie                | Mejor editorial - TV/Medios                             | Jennifer Calbi, Julie Anne Lau, Andrew Sorcini, David Vasquez y Yoonah Yim (por «True Colors») | Nominado  | [ 82 ] |
| 2022 | GLAAD Media Awards           | Excelente programación para niños y familias            | Amphibia                                                                                       | Nominado  | [ 83 ] |
| 2022 | Emmy infantiles y familiares | Escritura excepcional para un programa animado          | Amphibia                                                                                       | Nominado  | [ 84 ] |
| 2022 | Emmy infantiles y familiares | Mejor dirección de voz para una serie animada           | Eden Riegel                                                                                    | Nominado  | [ 84 ] |
| 2023 | Premios Annie                | Mejor diseño de personajes – TV/Medios                  | Joe Sparrow (por «The Hardest Thing»)                                                          | Nominado  | [ 85 ] |
| 2023 | Premios Annie                | Mejor editorial – TV/Medios                             | Andrew Sorcini, Yoonah Yim, Jennifer Calbi, Julie Anne Lau y Louis Russell (por «All In»)      | Nominado  | [ 85 ] |
| 2023 | GLAAD Media Awards           | Excelente programación para niños y familias: animación | Amphibia                                                                                       | Nominado  | [ 86 ] |

## En otros medios
Un libro basado en la serie, titulado Marcy's Journal: A Guide to Amphibia, fue publicado el 6 de diciembre de 2022 por Disney Books y TokyoPop. Es una versión real del diario de Marcy visto en el programa, escrito por el creador Matt Braly y el guionista Adam Colas, con ilustraciones de la diseñadora de personajes Catharina Sukiman. Según Braly, presenta historias no mostradas, explora más a fondo elementos del mundo de Amphibia y proporciona más información sobre los protagonistas. Los personajes de Amphibia también aparecen en Chibiverse, una serie animada basada en los cortos «Chibi Tiny Tales».
Un segundo libro titulado The Art of Amphibia lanzada en marzo de 2025, incluye las ilustraciones de las tres temporadas, el desarrollo de la serie y las ilustraciones del equipo, con el prólogo escrito por Brenda Song. Braly también declaró que no sería el último que se haría con Tokyopop, y señaló «otro proyecto muy emocionante que se está... escribiendo y dibujando», centrado en Sprig.